# Phytodietus concolor
Phytodietus concolor là một loài tò vò trong họ Ichneumonidae.